# Nisís Gátza
Nisís Gátza är en ö i Grekland.   Den ligger i prefekturen Nomós Evvoías och regionen Grekiska fastlandet, i den östra delen av landet, 70 km norr om huvudstaden Aten.
Terrängen på Nisís Gátza är varierad. Öns högsta punkt är 21 meter över havet. == Kommentarer ==
1. ↑  Framräknat ur höjduppgifter (DEM 3") från Viewfinder Panoramas.[2] Mer om algoritmen finns här: Användare:Lsjbot/Algoritmer.